# 沃多拉希
51°10′37″N 34°54′49″E / 51.17694°N 34.91361°E
沃多拉希（烏克蘭語：Водолаги）是位於烏克蘭東北部的村莊，由蘇梅州蘇梅區的霍廷市鎮負責管轄。該村距離韋塞利夫卡和新米科拉伊夫卡2公里，海拔高度190米，2001年人口152。